# Manuel Medina (cyclisme)
Pour les articles homonymes, voir Manuel Medina.
Medina  Mariño est un nom espagnol. Le premier nom de famille, en général paternel, est Medina ; le second, en général maternel, souvent omis, est Mariño.
Manuel Eduardo Medina Mariño est un coureur cycliste vénézuélien, né à Aragua de Barcelona le 14 juillet 1976.

## Biographie
Il a notamment remporté la quatrième édition de l'UCI America Tour, ainsi que le Tour du Táchira à trois reprises en 2006, 2008 et 2011.
Lors du Tour du Guatemala 2013, il est contrôlé positif au GW1516, un produit interdit qui améliore l'endurance. La Fédération vénézuélienne le suspend deux ans,.

## Palmarès
- 1998
  - 3e du Tour du Venezuela
- 2002
  - 11e étape du Tour du Venezuela
  - 3e du Tour du Venezuela
  - 3e du championnat du Venezuela du contre-la-montre
- 2004
  - 6e étape du Tour du Táchira
- 2005
  - Tour d'Aragua :
    - Classement général
    - 5e étape

  - 1re étape du Tour de Colombie
  - 3ea étape du Tour du Venezuela (contre-la-montre par équipes)
- 2006
  -  Champion du Venezuela sur route
  - Tour du Táchira :
    - Classement général
    - 5e et 13e étapes

  - 5e étape du Tour de Colombie
  - 8e étape du Tour du Venezuela
  - 5e étape du Clásico Ciclístico Banfoandes
  - 3e du championnat du Venezuela du contre-la-montre
- 2007
  - 6e et 8e étapes du Tour du Táchira
  - Vuelta al Oriente :
    - Classement général
    - 5e étape

  - 6e étape de la Vuelta a Yacambu-Lara
  - 3e et 7e du Tour de Colombie
  - 12e étape du Tour du Guatemala
  - 2e du Tour du Táchira
  -  Médaillé d'argent du championnat panaméricain sur route
  - 2e de la Vuelta a Yacambu-Lara
- 2008
  - UCI America Tour
  - Tour du Táchira :
    - Classement général
    - 4e, 6e, 11e et 13e étapes

  - Vuelta al Oriente :
    - Classement général
    - 5e étape

  - Tour du Trujillo :
    - Classement général
    - 3e étape

  - Tour du Guatemala :
    - Classement général
    - 3e, 8e et 9e étapes

  - 2e du championnat du Venezuela sur route
- 2009
  - 5e étape du Tour du Trujillo
  - 3e étape du Tour de Santa Cruz de Mora
  - Clásico Virgen de la Consolación de Táriba :
    - Classement général
    - 2e étape

  - 2e du Tour du Trujillo
  - 2e du Tour du Zulia
  - 3e du Tour de Cuba
- 2010
  - 3e du Tour du Venezuela
- 2011
  - Tour du Táchira :
    - Classement général
    - 5e étape

  - 9e étape du Tour du Venezuela
  - 5e étape de la Vuelta a la Independencia Nacional
  - 2e de la Vuelta a la Independencia Nacional
- 2012
  - 9e étape du Tour du Táchira
  - Tour de Barinitas :
    - Classement général
    - 1re et 4eb étapes

  - 3e étape du Tour du Tovar
  - 2e du Clásico Virgen de la Consolación de Táriba
  - 3e du Tour du Táchira
- 2013
  - 8e et 9e étapes du Tour du Táchira
- 2015
  - 3e étape du Tour de Bramón
- 2016
  - Tour du Tovar :
    - Classement général
    - 3e étape

  - Volta de Roraima
  - 2e du Clásico Virgen de la Consolación de Táriba
- 2022
  - 3e étape du Tour de La Guaira
- 2023
  - 8e étape du Tour du Táchira
- 2025
  - 3e étape du Tour de Bramón

## Classements mondiaux
| Année            | 2005 | 2006 | 2007 | 2008 | 2009 | 2010 | 2011 | 2012 | 2013 | 2014 | 2015 | 2016 | 2017 | 2018 | 2019 | 2020 | 2021 |
| ---------------- | ---- | ---- | ---- | ---- | ---- | ---- | ---- | ---- | ---- | ---- | ---- | ---- | ---- | ---- | ---- | ---- | ---- |
| UCI America Tour | 135e | 4e   | 4e   | 1er  | 7e   | 48e  | 4e   | 82e  | 101e |      |      |      |      | 311e | 378e |      | 343e |